# Ритска црница
Ритска црница припада класи глејних земљишта са А-Г профилима, за ову класу је карактеристично дуготрајно превлаживање под утицајем подземне воде у доњем делу профила што условљава појаву оглејавања. Назив је из немачког порекла, од речи рит, земљиште поред воде.

## Распрострањеност
Ово земљиште је највише заступљено у Војводини са око 341 000ха, највише у Банату, затим Бачкој и Срему. Јужно од Саве и Дунава ритских црница има знатно мање око 20 000ха, има их у Посавини, Подунављу и доњем току Велике Мораве.

## Услови образовања
Одлучујућу улогу у формирању ритске црнице имао је рељеф и хидролошки услови. Ритска црница се образовала у условима ниског рељефа на коме је изражено превлаживање подземним и површинским водама и где је заступљена хидрофилна бујна барско-мочварна вегетација (трска, рогоз, мочварне ливаде). То су речне терасе најближе реци које су повремено плавне површинском водом и имају висок ниво подземне воде који колебају у току године. У току 20. века на већини наших ритова извршене су хидромелиорационе мере одвођења сувишне воде, тако да се ниво подземне воде знатно смањио, као и барска вегетација, па се данас ова земљишта налазе у сличним условима као и ивадске црнице. У измењеним условима влажности, у току лета је јаче исушивање и интензивнија хумификација биљних остатака и формирање благог хумуса.
Ритска земљишта су формиранана супстрату алувијалних наноса, које су углавном карбонатне иловаче или глинуше. Део ритских земљишта је формиран и на барском преталоженом лесу.
Због дуготрајног превлаживања и одсуства кисеоника, на одређеној дубини профила су присутни анаеробни(редукциони) процеси и условљавају познату појаву која се назива оглејавање и образовање који је карактеристичан за овај тип земљишта. Колебање нивоа подземне воде у току године условљава премештање земљишних састојака по дубини профила у којима долази до таложења и накупљања испраног CaCO3 и образовања илувијалног BCa-хоризонта обогаћеног баштенским и кречним конкрецијама. У асцедентном(подизање нивоа воде) правцу долази до обогаћивања хумусног хоризонта са Fe(OH)3 и MgO2 који се таложе у виду рђастих талога на структурним агрегатима у виду зрна орштајна.

## Грађа профила
Иако се сврстава у класу земљишта са А-C, јер најчешће поседују илувијално карбонатни хоризонт који показује слабије или јаче оглејавање. Данас је површински део хумусног хоризонта због обраде преведен у Аh, p-хоризонт и обогаћен је CaCO3. Оглејени супстрат се обележава као GC хоризонт.
- Класификација ритских црница је на:
- Карбонатне
- Излужене(бескарбонатне)
- Смоничаве(вертичне)

Даље се подтипови деле на варијетете у зависности од дубине профила, физичких и хемијских особина.

## Физичке особине
Ритске црнице су најчешће глинуше, садржај глине је већи од 40%, услед чега имају слабу филтрациону способност. То су хладна земљишта изражене лепљивости. Имају неповољан водно-ваздушни режим и према особинама често личе на смонице. Повољније физичке особине имају ритске црнице лакшег механичког састава, које се образују на лесу или песковитим наносима.

## Хемијске особине
Већина ритских црница, за разлику од физичких особина које су генерално неповољне, има много повољније хемијске особине. Богате су у хумус(5-10%) и укупним азотом (преко 0,2%), ако су карбонатне Ph им је 7,3- 8,5. Степен засићености абсорбованим базама је висок (80%). Садржај приступачног каијума је висок, углавном преко 25мг/100г земљишта и више. Садржајем лако растворљивим фосфором су средње до добре обезбеђености.

## Производне способности и искоришћавање
Ово земљиште спада у наша најплоднија земљишта, има високу потенцијалну и ефективну плодност. Данас се ритске црнице углавном користе ѕа ратарску и повртарску производњу, а мањи део је под прородним ливадама и пашњцима. По исушивању ритова у њима се више не развија хигрофитна, већ мезофитна ливадска вегетација кја има добре ранљиве вредности. Од ратарских усева гаје се пшеница, кукуруз, сунцокрет, шећерна репа (на лакшим типовима), уљана репица, луцерка. У околини већих градова развијена је повртарска производња. Ако долази до повременог плављења, мање су погодне за озиме културе, више за јаре. Ритска црница се бонитира од прве до четврте бонитске класе.

### Мере за повећање продуктивности ритске црнице
- Регулација водотока и спречавање плављења, и спречавање подизања нивоа подземних вода, а тиме и процеса заслањивања
- Дубка обрада при повољном стању влажности земљишта, примена рационалног система ђубрења (према хемијским анализама земљишта) и наводњавања по потреби и у складу са стањем влажности земљишта и захтевима гајених биљака
- Код тешких вариетета (глиновити и јако везани) ритских земљишта поправљање неповољних физичких особина, уношење веће количине органске материје и евентуално избацивање песка из дубљих слојева ако га има (веома скупа мера)
- Код засољених и алкализованих ритских црница спречити даљи процес засољавања и алкализације и применити мере за расољавање (гипсовање), што је све тесно везано са регулисањем нивоа подземне воде у овом земљишту.[4]

## Коришћење ритских црница
Ритске црнице су дубока земљишта веома добрих хемијских и нешто лошијих физичких особина. Спадају у наша најплоднија земљишта. Неопходна мелиоративна мера у хидротехничке мелиорације (одводњавање и заштита од поплава), којима се може добити врло продуктивно земљиште на коме се успешно гаје ратарске културе са јаким кореновим системом, као кукуруз, сунцокрет, луцерка, итд. Већи део површина под ратарским црницама код нас је хидромелиорисан у 19. и 20. веку. КАко код нас доминирају јако глиновите ритске црнице, уношењем песка би могле поправити лоше физичке особине. Такође, тамо где су захваћене процесом засољавања треба применити хемијску мелиоративну меру- гипсовање.

## Педогенетски процеси
Подземна вода у рубним деловима речне плавне терасе је највиша и заједно с поплавном водом изазива прекомерно влажњење целог профила у току већег дела године. Услед тога долази до бујног пораста хидрофилне вегетације, врба и топола. Велика производња органске масе и таложење најфинијег муља чине ову зону речне плавне терасе изразито биоакумулативном и доприносе интензивном образовању хумусног хоризонта. Суфицитно влажњење читавог профила траје већи део године, али у касном летњем периоду ниски водостај доводи до исушивања хумусног хоризонта, па анаеробну трансформацију органских материја смањује интензивна фаза аеробних трансформација која води стварању зрелог хумуса.
Ако су подземне воде обогаћене солима, у ритским црницама може доћи до заслањивања и алкализације, те могу временом еволуирати у халоморфна земљишта.Накох хидромелиорација спречено је плављење и подизање нивоа подземне воде у влазном делу године, односно потпуно су елиминисани главни педогенетски фактори који су били узрок оглејавања.